# Hemidactylus tropidolepis
Hemidactylus tropidolepis là một loài thằn lằn trong họ Gekkonidae. Loài này được Mocquard mô tả khoa học đầu tiên năm 1888.